# Whirlwind (powieść)
Whirlwind – powieść autorstwa Jamesa Clavella, opublikowana w 1986 roku. Jest częścią Sagi Azjatyckiej (Shogun, Tai-Pan, Gai-Jin, Król Szczurów, Noble House, Whirlwind), chronologicznie ostatnią powieścią z tej serii.
Akcja dzieje się w Iranie w pierwszych miesiącach 1979 roku, opowiada o przeżyciach grupy pilotów latających śmigłowcami należącymi do rodziny Struanów oraz irańskich urzędników i ludzi zajmujących się handlem ropą oraz ich rodzin. Tłem akcji jest upadek monarchii irańskiej oraz początki rządów ajatollaha Chomeiniego. Tak jak wiele innych powieści Clavella, Whirlwind składa się z wielu przeplatających się wątków oraz opisuje wiele postaci z wyjątkową dokładnością i z uwzględnieniem kultury Iranu.
Powieść została zainspirowana prawdziwymi przeżyciami ludzi pracujących w firmie Bristow Helicopters, którzy wraz ze sprzętem ewakuowali swoich pracowników oraz sprzęt z niestabilnego regionu z pogarszającą się sytuacją polityczną. Historia jest inspirowana także innymi dziejących się ówcześnie wydarzeniami: w lutym 1979 roku ambasador USA w Afganistanie został porwany przez islamskich terrorystów, a następnie zginął w czasie akcji odbicia przez afgańską służbę bezpieczeństwa; z kolei właściciel firmy Electronic Data Systems Ross Perot zorganizował odbicie dwóch urzędników swojej firmy z więzienia w Teheranie, co zostało opisane w powieści Kena Folleta Na skrzydłach orłów. Obydwa fakty zostały wspomniane i uzupełnione fikcją literacką w tej powieści.